# Überschussnachfragefunktion
Als Überschussnachfragefunktion bezeichnet man in der Volkswirtschaftslehre eine mathematische Funktion zur Beschreibung eines Marktes. Sie gibt für einen gegebenen Haushalt an, um wie viel seine Nachfrage nach jedem Gut seine ursprüngliche Ausstattung mit dem jeweiligen Gut übersteigt (individuelle Überschussnachfragefunktion).

## Formale Definition
Sei {\displaystyle \mathbf {p} =(p_{1},\ldots ,p_{n})\in \mathbb {R} _{+}^{n}} der Vektor der Preise aller n Güter der Ökonomie und sei {\displaystyle e_{k}^{i}} die Anfangsausstattung des Konsumenten i mit dem Gut k. Die Menge der Konsumenten sei {\displaystyle {\mathcal {I}}=\{1,\ldots ,I\}}. Man fasst anschließend die individuellen Ausstattungen zu einem individuellen Ausstattungsvektor {\displaystyle \mathbf {e} ^{i}=(e_{1}^{i},\ldots ,e_{n}^{i})} zusammen. Sei weiter
{\displaystyle \mathbf {x} ^{i}(\mathbf {p} ,\mathbf {p} \cdot \mathbf {e} ^{i})=[(x_{1}^{i}(\mathbf {p} ,\mathbf {p} \cdot \mathbf {e} ^{i}),\ldots ,x_{n}^{i}(\mathbf {p} ,\mathbf {p} \cdot \mathbf {e} ^{i})]}
die marshallsche Nachfrage von Haushalt i (bezüglich aller Güter).
Definition: Die (individuelle) Überschussnachfragefunktion von Haushalt i, {\displaystyle \mathbf {z} ^{i}:\mathbb {R} _{+}^{n}\rightarrow \mathbb {R} ^{n}}, ist durch
{\displaystyle \mathbf {z} ^{i}(\mathbf {p} )\equiv \mathbf {x} ^{i}(\mathbf {p} ,\mathbf {p} \cdot \mathbf {e} ^{i})-\mathbf {e} ^{i}}
und die aggregierte Überschussnachfragefunktion der Ökonomie, {\displaystyle \mathbf {z} :\mathbb {R} _{+}^{n}\rightarrow \mathbb {R} ^{n}} durch
{\displaystyle \mathbf {z} (\mathbf {p} )\equiv \sum _{i\in {\mathcal {I}}}\mathbf {z} ^{i}(\mathbf {p} )}
gegeben.
Ist das k-te Element von {\displaystyle \mathbf {z} (\mathbf {p} )} negativ, herrscht in der Ökonomie ein Überschussangebot an Gut k. Man kann (etwas weniger gebräuchlich) auch direkt eine güterspezifische Überschussnachfragefunktion {\displaystyle z_{k}:\mathbb {R} _{+}^{n}\rightarrow \mathbb {R} } definieren. Diese gibt für ein gegebenes Gut k an, wie hoch die diesbezügliche Überschussnachfrage in der Ökonomie ist; formal:
{\displaystyle z_{k}(\mathbf {p} )\equiv \sum _{i\in {\mathcal {I}}}x_{k}^{i}(\mathbf {p} ,\mathbf {p} \cdot \mathbf {e} ^{i})-\sum _{i\in {\mathcal {I}}}e_{k}^{i}}.

## Eigenschaften
Eigenschaften der aggregierten Überschussnachfragefunktion: Sei die Nutzenfunktion {\displaystyle u^{i}} jedes Konsumenten {\displaystyle i\in {\mathcal {I}}} stetig, streng monoton steigend und strikt quasikonkav; sei ferner {\displaystyle \mathbf {p} \gg \mathbf {0} }. Dann gilt:
1. {\displaystyle \mathbf {z} (\mathbf {p} )} ist stetig.
2. {\displaystyle \mathbf {z} (\mathbf {p} )} ist homogen vom Grade null, das heißt {\displaystyle \mathbf {z} (\lambda \mathbf {p} )=\mathbf {z} (\mathbf {p} )} für alle {\displaystyle \lambda >0}.
3. {\displaystyle \mathbf {z} (\mathbf {p} )} genügt dem Walras-Gesetz, das heißt {\displaystyle \mathbf {p} \cdot \mathbf {z} (\mathbf {p} )=0} für alle {\displaystyle \mathbf {p} }.
4. Es gibt ein reelles {\displaystyle s>0}, sodass {\displaystyle z_{k}(\mathbf {p} )>-s} für alle k und {\displaystyle \mathbf {p} }.

Die Eigenschaften 1 und 2 folgen direkt aus den Eigenschaften der marshallschen Nachfragefunktion. Die Homogenität vom Grade null leuchtet ein, weil die Einheit die Preise für die Überschussnachfrage unerheblich ist: Wird etwa bestimmt, dass es keine Euros, sondern nur noch Eurocent gibt, so steigen zwar die Preise in der jeweiligen Einheit um den Faktor 100, gleichwohl würde man nicht erwarten, dass sich dies auf die Gütermengen auswirkt, die angeboten bzw. nachgefragt werden. Eigenschaft 3 gilt wegen
{\displaystyle \mathbf {p} \cdot \mathbf {z} (\mathbf {p} )=\mathbf {p} \cdot \left[\sum _{i\in {\mathcal {I}}}\mathbf {x} ^{i}(\mathbf {p} ,\mathbf {p} \cdot \mathbf {e} ^{i})-\sum _{i\in {\mathcal {I}}}\mathbf {e} ^{i}\right]=\sum _{i\in {\mathcal {I}}}\left[\mathbf {p} \cdot \mathbf {x} ^{i}(\mathbf {p} ,\mathbf {p} \cdot \mathbf {e} ^{i})-\mathbf {p} \cdot \mathbf {e} ^{i}\right]=0},
wobei die letzte Gleichung folgt, weil für jeden Konsumenten {\displaystyle i\in {\mathcal {I}}} die Budgetbeschränkung {\displaystyle \mathbf {p} \cdot \mathbf {x} ^{i}\leq \mathbf {p} \cdot \mathbf {e} ^{i}}bei strenger Monotonie der Nutzenfunktion mit Gleichheit erfüllt ist. Intuitiv: Ein nutzenmaximierender Haushalt wird stets eine Nachfrage im Umfang seines gesamten Vermögens {\displaystyle \mathbf {p} \cdot \mathbf {e} ^{i}} ausüben, weshalb der Wert seiner individuellen Überschussnachfrage null betragen muss; infolgedessen muss aber auch der Wert der aggregierten Überschussnachfrage aller Haushalte null betragen.